# Meister des Triptychons von Imola
Als Meister des Triptychons von Imola (it. Maestro del Trittico di Imola) wird ein mittelalterlicher Maler bezeichnet, der um 1410 bis 1440 in Italien in der Emilia-Romagna tätig war. Der namentlich nicht bekannte Künstler erhielt seinen Notnamen nach seinem Bild einer Madonna mit Kind und den Heiligen Katharina und Peter, das aus der Kathedrale von Imola stammte. Das Triptychon befindet sich heute dort im Museo di San Domenico, Pinacoteca Comunale. Typisch für den Meister ist seine Darstellung eines etwas rundlichen Jesuskindes und seine fast naïve Malweise. 
Dem Meister können einige weitere Bilder zugeordnet werden, darunter eine Madonna mit Kind von 1420, heute in der Pinacoteca Nazionale di Ferrara, und ein kleinformatiges Bild einer Madonna mit Kind und Engeln von 1430, heute im Montreal Museum of Fine Arts. Ein weiteres Werk befindet sich in der Eremitage in St. Petersburg. 
Eventuell war der Meister als Miniaturmaler in Ferrara tätig, unter der Herrschaft von Niccolò III. d’Este, Marquis von Ferrara.